# ابراهیم کاشانی
ابراهیم کاشانی (۱۲۸۲ - ۱۳۵۱) از کارگزاران اقتصادی دوران پهلوی و بنیانگذار و نخستین رئیس بانک مرکزی ایران بود.

## زندگی
تحصیلات ابتدائی و متوسطه را در قفقاز انجام داد و مدتی در یکی از دانشگاه‌های قفقاز اقتصاد خواند و به زبان‌های روسی، فرانسه و انگلیسی مسلط شد. سپس به تهران رفت و کار آزاد داشت تا اینکه در سال ۱۳۰۷ بانک ملی تأسیس شد و به استخدام این بانک درآمد.
کاشانی در روند پیشرفت خود در بانک ملی به ریاست این بانک در شهرهای رشت، کرمانشاه و مشهد و ریاست حسابداری کل بانک ملی رسید. در سال ۱۳۲۹ رئیس شعبه بانک ملی در بازار تهران و در سال ۱۳۳۲ به معاونت بانک ملی رسید.

### ریاست بر بانک مرکزی ایران
در سال ۱۳۳۴ در کابینه  حسین علاء، ابتدا سرپرست و سپس وزیر اقتصاد ملی شد. در سال ۱۳۳۶ به ریاست بانک ملی رسید و در سال ۱۳۳۹ بانک مرکزی را بنیان گذاشت و خود نخستین رئیس آن شد. در سال ۱۳۴۰ که دولت اعلام ورشکستگی کرد، کاشانی برکنار شد و دیگر نتوانست در دستگاه دولتی مسئولیتی بگیرد.

### زندگی شخصی
کاشانی به بخش خصوصی رفت و مدتی مدیرعامل بانک ایران و ژاپن شد که با سرمایه خانواده لاجوردی راه افتاده بود. او با خانواده آخوندزاده ازدواج کرد و صاحب یک دختر شد که پس از تحصیل در اروپا به استخدام شرکت نفت درآمد و با یکی از کارمندان این شرکت به نام فرخ نجم‌آبادی ازدواج کرد که بعدها به وزارت رسید.